# Лютеранська церква «Вєльмєма» (Саранськ)
Євангельсько-лютеранська християнська парафія «Вєльмєма» — лютеранська церква в місті Саранськ Республіки Мордовія, чинна парафія Євангельсько-лютеранської церкви Інгрії, належить до Уральського пробства. Поряд з Мокшано-ерзянською парафією в Саранську — одна з двох лютеранських парафій в Мордовії.
Назва «Вєльмєма» перекладається з ерзянської мови як Воскресіння. Служби і проповідь в церкві Вєльмєма ведуться російською та ерзянською мовами. Парафіянами церкви — ерзя, мокша, росіяни, а також представники інших національностей.
Пастор-настоятель церкви — Олексій Альошкін. Парафія зареєстрована 23 травня 1995 року.

## Історія
За деякими відомостями перша лютеранська церква на території нинішньої Мордовії з'явилася в 1865 р в Великих Березниках. В кінці XIX століття парафіянами молитовного будинку з каплицею були близько тисячі осіб, які проживали на території Симбірської губернії. За іншими відомостями лютеранська парафія в Саранську існувала ще в XVIII столітті, проте культових споруд цієї парафії в місті не збереглося.
У витоків сучасного лютеранства в Мордовії стояли брати Альошкіни — пастор Олексій і відомий ерзянський художник Андрій, які брали участь в налагодженні відносин між Мордовією і Фінляндією. Під час навчання в Ленінградській Академії Мистецтв Андрій Альошкін познайомився з пастором Арво Сурво, завдяки енергії і талантам якого була відроджена Євангельсько-лютеранська церква Інгрії. Андрій Альошкін дійшов висновку, що лютеранство адаптує національні традиції ерзянського та мокшанського народів, і може стати найкращою основою для духовного відродження ерзян і мокшан.
Після повернення з Ленінграду до Саранська Альошкін здобуває всенародне визнання. Його обирають головою Спілки художників Мордовії, він стає одним із лідерів Товариства вивчення фіно-угорської культури. Відомий художник переконує кількох представників саранської інтелігенції у тому, що майбутнє християнства у Мордовії пов'язано з лютеранством. У 1991 р. формується громада «Мордовської християнської церкви у викладі доктора Мартіна Лютера». Активісти домагаються виділення земельної ділянки для будівництва храму, Арво Сурво відправляє перші богослужіння, а лютерани Фінляндії обіцяють фінансову допомогу. Першим кліриком нової церкви стає брат художника Олексій.
Засновники лютеранської парафії в Саранську прагнули створити незалежну Мордовську лютеранську церкву. Проповідь і служби велися тільки ерзянською та мокшанською мовами. Церква Інгрії в Мордовії активно брала участь у громадському житті ерзян та мокшан.
З 1991 року матеріальну допомогу Мордовській християнській церкві надавала Фінська лютеранська церква, а пізніше — Лютеранська церква Міссурі-синоду. У 1991 році в центрі Саранська громаді була передана ділянка землі під будівництво храму, в присутності влади і представників Фінської лютеранської церкви було здійснено освячення наріжного каменю. Однак, через матеріальні і організаційні труднощі, а також через опір православної єпархії, будівництво церкви не відбувалося. Богослужіння більше десяти років проводилися в будинках культури.
Характерною особливістю лютеранського обряду в Мордовії, на початкових етапах розбудови громад, були елементи національної культури: оплакування нареченої, плач по небіжчику; виконувались перероблені для лютеранського богослужіння народні пісні. В одязі священнослужителів присутні елементи ерзянського національного строю. Саранський композитор Отяш Кізяєв працював над створенням літургії на ерзянською та мокшанською. Основною формою місіонерства, в перше десятиліття існування церкви, були поїздки активістів церкви по селах і містах республіки в складі фольклорного ансамблю «Торама» під керівництвом Йовланя Оло. Завдяки цим поїздкам лютерани стали відомі всій республіці.
За безпосередньої участі церкви в 1990-і роки фахівцями Гельсінського інституту перекладу Біблії і викладачів Мордовського університету в Саранську було розпочато роботу з перекладу Біблії на ерзянську та мокшанські мови. У 2006 році був закінчений переклад і опублікований Новий завіт (Od Vejseńluv), а в 2012 році — Псалтир.
У 2000 р. громаді виділили ділянку землі для будівництва кірхи, а в 2001 році було побудовано дерев'яну будівлю. У 2003 р в Саранську було освячено муровану будівлю кірхи.

### Сучасне життя парафії
Станом на 2020 р. богослужіння і проповідь в церкві відбуваються російською з перекладом на ерзянську мову. Питання мови богослужіння залишається в церкві відкритим, оскільки серед парафіян є як ерзя та мокша, так і росіяни.
У парафії діє недільна школа і окремо проходить молодіжне зібрання. Проводиться соціальне служіння. У церкві відбуваються заняття з основ християнської віри. Крім того, церква є місцем для проведення культурно-мистецьких заходів міста — концертів симфонічної та камерної музики, кінопоказів та зустрічей з відомими людьми.
Пастор-настоятель парафії з моменту заснування й дотепер — Олексій Альошкін. Церква «Вєльмєма» входить до складу Євангельсько-лютеранської церкви Інгрії, має тісні зв'язки з Лютеранської церквою Фінляндії, а також з Лютеранської церквою — Синодом Міссурі.

## Архітектура
Автори архітектурного проєкту — Микола Безбородов і Володимир Бабаков. Ідея виконання належить Андрію Альошкіну, який також є автором офіційного прапору Мордовії. Будівля церкви вирізняється оригінальністю виконання, оскільки автори проєкту прагнули до відображення національної стилістики ерзянського та мокшанського народів. В оформленні храму використані елементи ерзянської жіночого весільного вбрання: колір зовнішніх стін відсилає до кольору домотканого полотна, а вертикальні довгі вікна, викладені з червоної цегли, нагадують ерзянську орнаментальну вишивку. При будівництві церкви також був відтворений купецький будинок XIX століття, що став частиною нової будівлі. При розробці архітектурного проєкту автори спиралися на досвід будівництва церков в Німеччині, Швеції, Естонії та Фінляндії, що в підсумку дозволило поєднати в кінцевому проєкті церкви скандинавський і ерзянський національний стилі.